# Egremont (Kumbria)
Egremont – miasto i civil parish w Wielkiej Brytanii, w Anglii, w regionie North West England, w hrabstwie Kumbria, w dystrykcie (unitary authority) Cumberland. Leży 8,4 km od miasta Whitehaven, 59,8 km od miasta Carlisle i 402,8 km od Londynu. W 2011 roku civil parish liczyła 8194 mieszkańców.